# Кастл (Горњи Бајерн)
Кастл (њем. Kastl) град је у њемачкој савезној држави Баварска. Једно је од 24 општинска средишта округа Алтетинг. Према процјени из 2010. у граду је живјело 2.621 становника. Посједује регионалну шифру (AGS) 9171121.

## Географски и демографски подаци
Кастл се налази у савезној држави Баварска у округу Алтетинг. Град се налази на надморској висини од 437 метара. Површина општине износи 27,6 km². У самом граду је, према процјени из 2010. године, живјело 2.621 становника. Просјечна густина становништва износи 95 становника/km².